# دون بولز
دون بولز (بالإنجليزية: Don Bolles)‏ هو صحفي أمريكي، ولد في 10 يوليو 1928 في تينيك (نيوجيرسي) في الولايات المتحدة، وتوفي في 13 يونيو 1976 في فينيكس في الولايات المتحدة.

## وصلات خارجية
- دون بولز على موقع إن إن دي بي (الإنجليزية)